# Renault Argentina S.A.

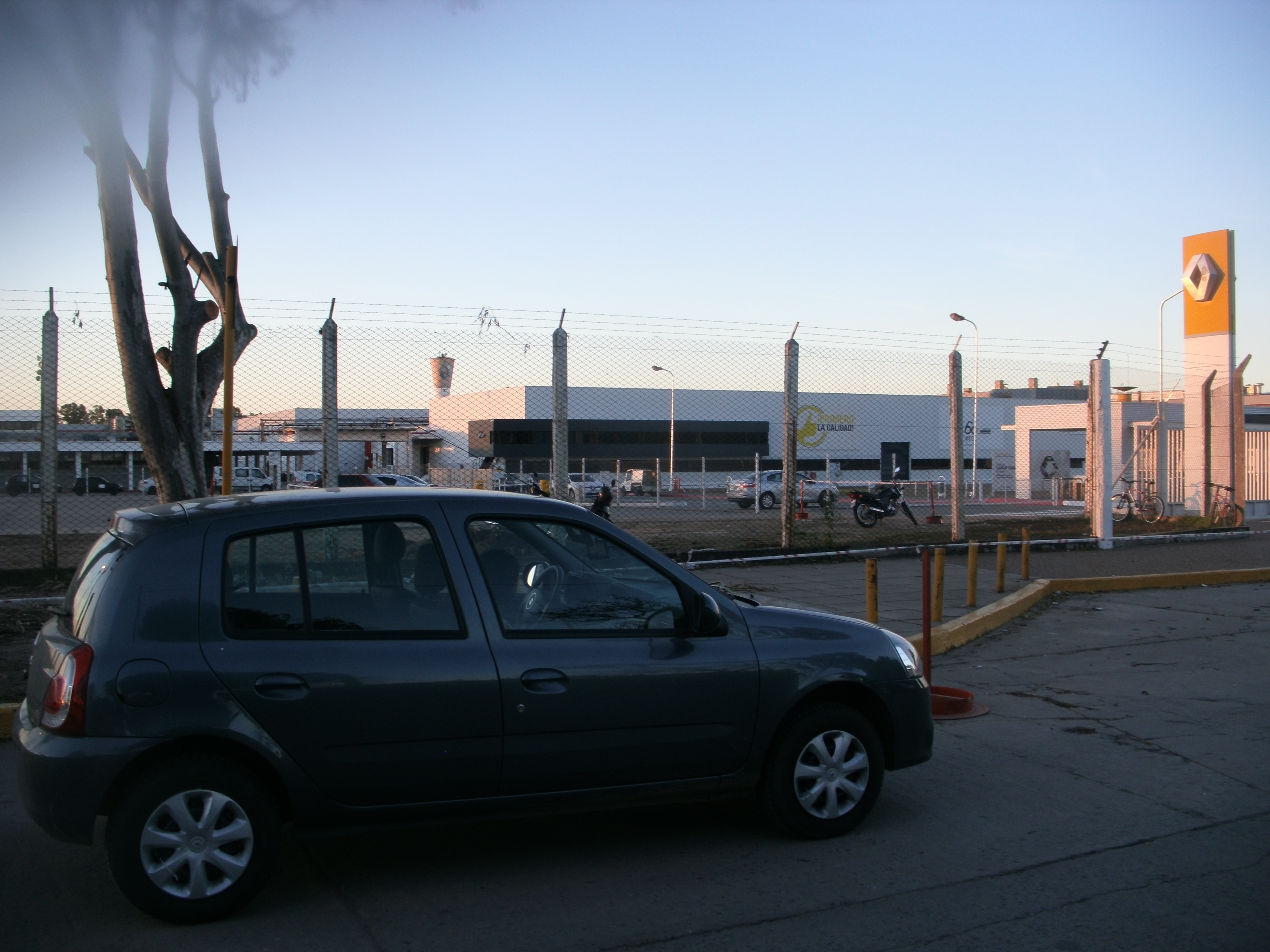
Unidad Renault Clio estacionada frente a la explanada de la fábrica de Renault en Santa Isabel, Córdoba.

Renault Argentina S.A., es un fabricante de automóviles establecido en Argentina. Es la subsidiaria nacional del fabricante francés Renault y su presencia en dicho país abarca dos etapas temporales. La primera etapa abarca desde el año 1967, cuando la Régie Nationale des Usines Renault tomó el control mayoritario de las acciones de Industrias Kaiser Argentina, constituyendo en la sociedad IKA-Renault y en 1975 la Renault Argentina S.A. en sí. Esta denominación se mantuvo hasta el año 1992, cuando la representación de Renault pasó a manos del empresario Manuel Antelo, quien constituyó en ese año la Compañía Interamericana de Automóviles (CIADEA S.A.).
La segunda etapa de Renault Argentina inició en el año 1997, funcionando en la actualidad. A lo largo de toda su historia, la producción argentina de automóviles y utilitarios Renault siempre se realizó desde el mismo reducto, ubicado en la localidad de Barrio Santa Isabel, en la provincia de Córdoba, Argentina. En la misma se produjeron vehículos considerados icónicos tanto para la marca como para la producción automotriz argentina, como los Renault Dauphine, 4, 6, 9, 11, 12, 18, Fuego, Trafic y durante sus últimos tiempos, el Torino, considerado el primer producto "no-Renault" en ser producido bajo el emblema de la marca francesa, en el mundo. En la actualidad, produce en su fábrica de Santa Isabel productos de las marcas Renault y Nissan.

## Historia

### Preludio
Tras la caída de sus acciones en el mercado automotor estadounidense, Henry Jun Kaiser decide trasladar la producción de su empresa a otras latitudes, con el fin de mantenerse activo dentro de la industria automotriz. Fue así que, tras una visita realizada por una misión del gobierno argentino a los diferentes fabricantes estadounidenses en 1951, decide entablar conversaciones para poder establecer en Argentina una sucursal de su empresa que le permitiese incrementar su mercado. Si bien se habían avanzado en los acuerdos para el traslado de la empresa de los Estados Unidos hacia Argentina, la producción de automóviles Kaiser continuó en pie hasta 1955, lo que le permitió en 1953 adquirir al fabricante Willys-Overland Motors, que había adquirido notoriedad a partir de la producción del vehículo multipropósito (Jeep). Tras asentarse en su nuevo domicilio, Kaiser alcanzó un acuerdo de producción de automóviles y camiones el 18 de enero de 1955, creándose una sociedad de participación mixta entre la empresa estatal de automoción Industrias Aeronáuticas y Mecánicas del Estado (IAME), Kaiser, grupos privados y el Estado Nacional, constituyéndose de esta forma Industrias Kaiser Argentina. La producción de IKA inició el 26 de abril de 1956, con el montaje de las primeras unidades del modelo Jeep CJ, rebautizado como Jeep IKA. Su planta de producción se estableció en un predio ubicado en la esquina de 2 de septiembre y Furlong (hoy Avenida Renault Argentina), en el Barrio Santa Isabel, Córdoba.

### Renault llega a la Argentina
En 1959, la entidad Régie Nationale des Usines Renault de Francia (organismo estatal que regía los destinos de la marca Renault), expresó su interés de ingresar al mercado sudamericano de automóviles. Para ello, celebró un acuerdo con Kaiser Motors para iniciar la producción de su modelo Dauphine en Argentina y Brasil, estableciendo sus plazas de producción en las factorías de Industrias Kaiser Argentina y Willys-Overland do Brasil respectivamente.  De esta forma, el 12 de julio de 1960 IKA comenzó la producción bajo licencia de vehículos de la marca Renault, siendo el Dauphine el primer Renault Argentino. Los planes de producción de la casa francesa en Argentina, estipulaban la producción de 5.200 unidades en 1960, trepando esta cifra a las 15.000 cinco años más tarde. La buena recepción que tuvo el Dauphine en el país, alentó a la continuidad de la producción de Renault con el lanzamiento en 1962 del "Gordini", versión potenciada del Dauphine. En 1963 la producción se agrandó con el lanzamiento del Renault 4, el primer Renault configurado con motor y tracción delantera producido en el país.
La producción de Renault en Argentina bajo el paraguas de IKA (Dauphine, Gordini y 4), alcanzó la 20.857 unidades, mientras que el total producido por IKA fue de 50.042. Al finalizar 1965, la producción de Renault alcanzó las 87.435 unidades, representando un 28% de toda la producción de IKA desde 1956. Diez años después, en 1966, un Renault 4L se convirtió en la unidad número 100.000 de la marca francesa en el mercado argentino. Esta cifra fue considerada un récord, ya que fue la primera vez que un fabricante de Renault bajo licencia alcanzó dicha cifra en el mundo.

### Absorción del total del paquete de IKA y constitución de Renault Argentina
Tras haber reconfigurado su empresa matriz en 1963, Kaiser Jeep Corporation anunció en 1970 su intención de retirarse del mercado automovilístico y la puesta en venta de su marca Jeep para evitar su desaparición, ya que la misma experimentó fuertes pérdidas económicas. Fue así que en 1970, la American Motors Corporation (AMC) asumió el control total de la marca Jeep, suponiendo también la asunción de responsabilidades sobre Industrias Kaiser Argentina. Sin embargo, el vertiginoso crecimiento de la participación de Renault en el mercado argentino, provocó que en 1967 ingrese como accionista directa en IKA, constituyendo la sociedad IKA-Renault Argentina S.A. Tras la decisión de Kaiser de retirarse del mercado, Renault asumió el control de la mayoría del paquete accionario de la empresa, lo que le permitió aumentar su presencia en el mercado, con la producción y lanzamiento de nuevos modelos.
Fue así que la gama de productos aumentó con el lanzamiento en 1970 del Renault 6 y en 1971 del Renault 12, mediano que se mantendría en producción por los siguientes 25 años. Asimismo, tras el lanzamiento en 1966, la sociedad asumió la continuidad de la producción del compacto IKA-Renault Torino, automóvil considerado de desarrollo y producción 100% nacional, sobre la base del americano Rambler American.
Luego de la adquisición de Jeep por parte de la AMC en 1970, la automotriz americana comenzó paulatinamente a ceder espacio en el paquete accionarial a favor de Renault, hasta que en 1975 el traspaso se terminó de completar, constituyéndose oficialmente la Renault Argentina S.A.

## Modelos producidos

### Primera Etapa (1960-1992)
| Automóvil          | Fotografía              | Período de producción                                                                                     | Fuente |
| ------------------ | ----------------------- | --- | ------ |
| Renault Dauphine   |                         | 1960-1966                                                                                                 | [ 6 ]  |
| Renault Gordini    |                         | 1962-1970                                                                                                 | [ 7 ]  |
| Renault 1093       |                         | 1962-1970                                                                                                 | [ 7 ]  |
| Renault 4          |                         | 4L: 1963-1967                                                                                             | [ 8 ]  |
| Renault 4          | 4 Base: 1967-1970       | | [ 8 ]  |
| Renault 4          | 4 Parisienne: 1968-1968 | | [ 8 ]  |
| Renault 4          | 4 Básico: 1970-1972     | | [ 8 ]  |
| Renault 4          | 4 S: 1978-1991          | | [ 8 ]  |
| Renault 4          | 4 GTL: 1984-1992        | | [ 8 ]  |
| Renault 4F         |                         | 4 Furgón: 1963-1970                                                                                       | [ 9 ]  |
| Renault 4F         | 4F: 1970-1985           | | [ 9 ]  |
| Renault 4F         | 4F 4: 1985-1987         | | [ 9 ]  |
| Renault 4F         | 4 Pick-up: 1985-1987    | | [ 9 ]  |
| Renault Torino     |                         | Sedán SE: 1975-1981 Grand Routier: 1975-1981 Coupé TS: 1975-1977 Coupé TSX: 1977-1979 Coupé ZX: 1979-1981 | [ 9 ]  |
| Renault 6          |                         | 6 Base: 1970-1978 6 GTL: 1978-1984                                                                        | [ 10 ] |
| Renault 12 Berlina |                         | Base: 1970-1975 TL - TS: 1976-1985 L - TL - TS - GTS: 1986-1990 TL - GTL: 1990-1992                       | [ 11 ] |
| Renault 12 Break   |                         | Base: 1973-1975 TS: 1976-1985 TL - GTS: 1986-1990 GTL - TL GNC: 1990-1992                                 | [ 11 ] |
| Renault 18         |                         | 1981-1992                                                                                                 | [ 12 ] |
| Renault Fuego      |                         | GTX: 1982-1986 GTX 2.2:1986-1988 GTA: 1988-1991 GTA Max: 1991-1992                                        | [ 13 ] |
| Renault Trafic     |                         | 1986-1992                                                                                                 | [ 14 ] |
| Renault 9          |                         | 1987-1992                                                                                                 | [ 15 ] |
| Renault 11         |                         | 1984-1992                                                                                                 | [ 16 ] |